# Ян Станіслав Яблоновський (коронний мечник)
Яблоновський Ян Станіслав гербу Прус ІІІ (бл. 1600—1647) — польський шляхтич, військовий та державний діяч Речі Посполитої.

## Біографія

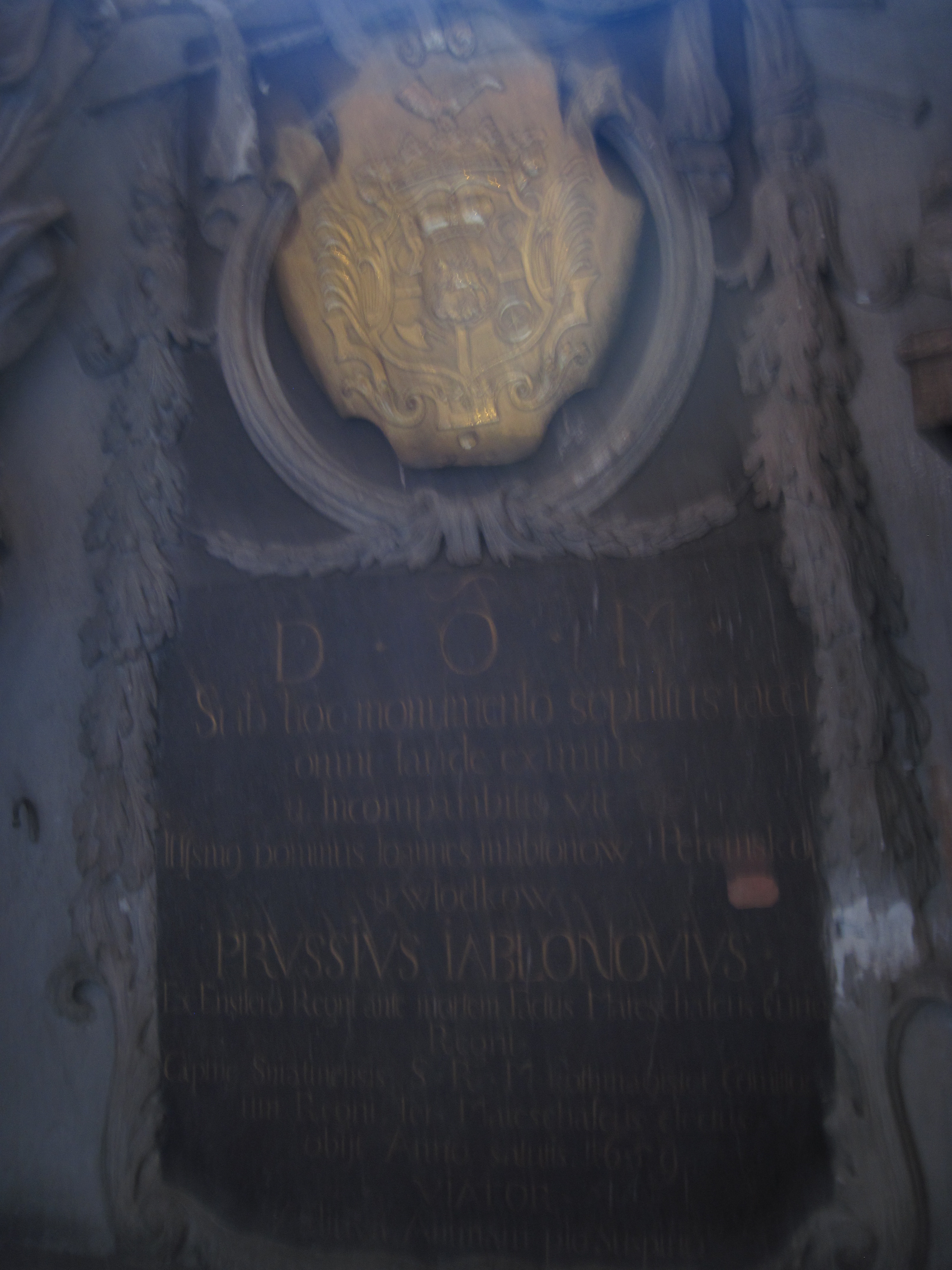
Надгробок Я. С. Яблоновського, костел єзуїтів, Львів, 2014

Син Мацея Яблоновського та його дружини Катажини з Кломніцких.
Правдоподібно, навчався у колегіумі єзуїтів у Львові, потім через деякий час подорожував за кордон. Брав участь у війнах зі шведами і татарами в 1624—1629 р., з московитами у 1632—1634 р. Був придворним короля, з 1638 р. підчашим великим коронним Цецилії Ренати, з 1642 р. мечник великий коронний. Добрий промовець, відомий виступами на сеймах у 1633—1642 р. Особливо активним був на звичайному зимовому сеймі 1637 р. як посол Галицької землі: співпрацюючи з послами любельськими, домагався ревізії та люстрації маєтків та економії королівських. Гостро виступав проти несумлінних збирачів податей. Діяв у депутатській комісії, був прихильником ухвалення податків на оборону, гостро критикував послів Великого князівства Литовського, які зірвали той сейм. На сеймі надзвичайному 1637 р. був маршалком, намагався затвердити ухвалу про морські борги. 18 листопада отримав Перегінськ, на який претендували василіяни та їх керівник — теребовлянський староста Юрій Балабан. Я. С. Яблоновський намагався збройно увійти у права власності на село, але Юрій Балабан випередив його адміністратора. Другий «заїзд» був підготовлений та виконаний краще, а король відкинув скаргу Юрія Балабана, у 1638 р. остаточно присудив спірне село Я. С. Яблоновському. У 1638 р. був послом від коронного війська, був у комісії морських боргів. У 1640 р. був маршалком сейму, обраний для врегулювання питання оплати війську; в схожій комісії брав участь у 1642 р. Працював в комісіях кордонних з валахами, уграми, сілезяками. В 1646 р. обраний для укладення вічного миру зі шведами.
На сеймі 1647 р. виступив з пропозицією способу дискусії послів, радячи подавання маршалку готових конституцій та несміло припускаючи засади єдиноголосся. Його пропозиція отримала загальне обурення, що спричинило передчасну смерть ще молодого діяча невдовзі після сейму.
Був похований у костелі єзуїтів Львова (у лівій бічній наві зберігся його надгробок від 1659 р.).

### Сім'я
Був одружений з Анною Остроружанкою — донькою познаньського воєводи Яна Остроруга та його другої дружини княжни Софії Заславської, віном були маєтки острозькі. Діти:
- Станіслав Ян — великий коронний стражник і обозний, воєвода руський, гетьман коронний великий і польний, каштелян краківський, староста барський, кам'янецький, жидачівський, вінницький, корсунський, білоцерківський, богуславський, буський, мостиський, янівський, ніжинський.
- Зофія — дружина подільського воєводи Францішка Яна Дідушицького
- Катажина — дружина львівського підкоморія Кшиштофа Станіслава Ходоровського.[2]